# Федосеев, Иван Андреевич
Иван Андреевич Федосеев (7 января 1909, Приютное, Бузулукский уезд, Оренбургская губерния, Российская империя — 22 марта 1998, Москва) — советский физико-географ, историк географической науки, специалист по гидрологии суши, инженер-мелиоратор. Доктор географических наук (1974), кандидат технических наук (1958). Заслуженный деятель науки РСФСР (1980). Член-корреспондент Международной академии истории науки. Участник Великой Отечественной войны.

## Биография
Родился в селе Приютное Оренбургской губернии (ныне Тоцкий район Оренбургской области).
В 1935 году окончил Московский институт инженеров водного хозяйства (в дальнейшем — Московский гидромелиоративный институт). В 1935—1938 обучался там же в аспирантуре.
В 1938 году назначен старшим инженером на ударном строительстве Всесоюзной сельскохозяйственной выставки в Москве. Проводилось широкомасштабное осушение сильно заболоченной территории. На работах было затействовано несколько тысяч заключённых-каналоармейцев, срочно переброшенных со строительства Акуловского водоканала и Сталинской насосной станции в системе канала Москва—Волга.
В 1938—1939 работал в должности инспектора Комитета по делам Высшей школы при СНК СССР.
В 1939—1941 с консультанта повышен до помощника, а затем назначен заместителем Председателя СНК СССР.
В начальный период войны был на фронте.
В 1943—1952 — инспектор при Президиуме Комитета по делам высшей школы при СНК СССР, старший референт Министра высшего образования СССР.
В 1952—1954 — старший преподаватель Московского гидромелиоративного института.
С 1954 — научный сотрудник, учёный секретарь, затем заведующий сектором истории геолого-географических наук, в последующем — научный консультант Института истории естествознания и техники РАН. Входил в редколлегию серии «Научно-биографическая литература» в издательстве «Наука».
Похоронен на Даниловском кладбище.

## Научные труды
Автор более 70 работ по истории географии, в частности, по гидрологии и водным исследованиям.
Сочинения:
- Развитие гидрологии суши в России. 1960.
- Развитие знаний о происхождении количества и круговороте воды на Земле. 1967.
- История изучения основных проблем гидросферы. 1975.
- Развитие физико-географических наук в XVI—XX вв. 1975 (в соавторстве).
- Человек и гидросфера. 1985 (соавтор).
- История классификации районирования вод суши СССР. 1990.